# بوریس دوبروفکسی
بوریس دوبروفکسی (به روسی: Борис Яковлевич Дубровский؛ زادهٔ ۸ اکتبر ۱۹۳۹ – درگذشتهٔ ۱۴ اوت ۲۰۲۳) قایقران روئینگ اهل اتحاد جماهیر شوروی بود.
وی در مسابقات کشوری و بین‌المللی، در مجموع برندهٔ ۲ مدال طلا، ۲ مدال نقره و ۱ مدال برنز شد.
دوبروفسکی در ۱۴ اوت ۲۰۲۳، در سن ۸۳ سالگی درگذشت.